# Al-Jahiz

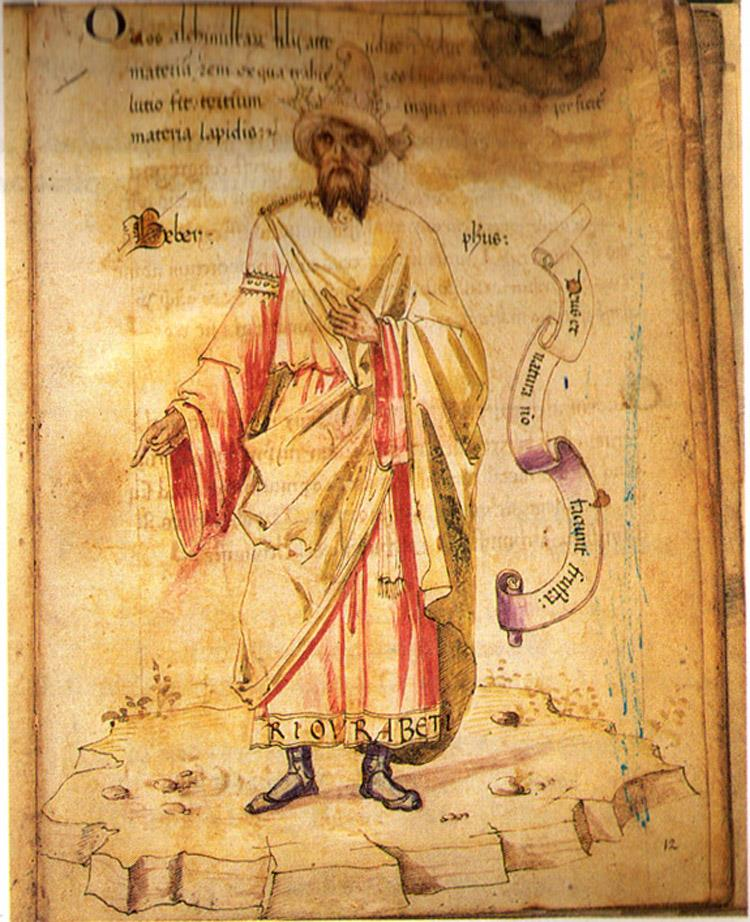

Al-Jahiz (sau Al-Djahiz, in transcriere moderna al-Ğahiz) (n. 776 - d. 868 în arabă: ‏أبو عثمان عمرو بن بحر محبوب الكناني الليثي البصري‎ Abū ʿUṯmān ʿAmr bin Baḥr Maḥbūn al-Kinānī al-Līṭī al-Baṣrī) a fost un scriitor arab.Opera sa, de un pronunțat caracter enciclopedic, se distinge prin raritatea și abundența materialelor adunate, verva expunerii și modernitate.Domeniile de care s-a ocupat au fost: biologie, istorie, filozofie, teologie, filologie.

## Viața
Al-Ğahiz care  înseamnă în limba araba Holbatul , a rămas în istorie drept cel mai mare prozator care l-a dat literatura arabă clasică. S-a născut la Basra dintr-o familie săracă iar bunicul lui era sclav negru. A avut ocazia să-i cunoască pe beduinii care veneau la târgul din apropiere de Basra, Mirbad care-i vorbeau în limba lor pură despre tradițiile lor, a cunoscut însă și învățați care studiaseră această limbă și tradițiile. A mai cunoscut centrele de cultură ale Imperiului Arab, printre care și Damasc, iar la vârsta de cinzeci de ani s-a mutat la Bagdad, unde a rămas până la sfârșitul vieții. Aici a fost căutat de oameni din toate colțurile Imperiului Arabo - Islamic, care auziseră de el și îi citiseră cărțile. Citea cu mare pasiune tot ce-i cădea în mână și astfel a ajuns să cunoască în traducere cărți indiene, grecești și persane. Era o epocă în care se traducea mult iar al-Jahiz lăuda traducătorii și cărțile care s-au arătat demne de a fi traduse în cartea sa  Kitab al-hayawan (Cartea Animalelor, sau in alta traducere posibila, Cartea despre animal).

## Cariera
Când ajunge să fie cunoscut, cei de la putere au vrut să îl atragă oferindu-i funcții importante în administrație dar n-a rămas prea mult în acele locuri care îi îngrădeau libertatea , ceea ce nu înseamnă că nu a căutat compania celor puternici , cărora le dedica lucrările sale iar ei îl răsplăteau pentru aceasta, după obiceiul vremii. Este cunoscut și ca partizan al orientării teologice numită mu'tazilism despre care unii au reținut doar că ar fi fost în favoarea utilizării rațiunii ca măsură a tuturor lucrurilor. De fapt, este vorba de o doctrină teologică complexă despre care se știa că a ghidat orientarea unora dintre cărțile lui al-Ğahiz. Cărțile acestea i-au atras prețuirea din partea unor partizani ai doctrinei, dar și criticile vehemente ale unor tradiționaliști care vorbesc despre  „minciunile” și „rătăcirile” lui. Spre sfârșitul vieții a fost țintuit la pat opt ani de zile, perioadă în care a continuat să citească, să scrie și să fie vizitat de elevii săi. După moartea sa a devenit cunoscut în toate centrele culturale importante ale Imperiului. Andaluzul Abd Allah ibn Hamud al-Zabidi ar fi spus despre cărțile lui al-Ğahiz: „M-aș mulțumi în rai cu cărțile lui al-Ğahiz, în loc de toate bunătățile pe care mi le-ar putea oferi.”
Al-Ğahiz a știut să-și atragă cititorii din toate timpurile prin felul în care prezintă chiar și subiecte ce ar putea fi plictisitoare. Căci știința oferită în cantitate mare, spunea el, poate obosi, poate deveni neplăcută. De aceea, anecdota și vorba de duh își găsesc locul în toate lucrările sale care au scopul mărturisit de „a instrui fără a plictisi”. Unii dintre contemporanii săi spun că al-Ğahiz ar fi lăsat în urmă trei sute șaizeci de cărți , din diverse domenii ale științelor epocii. Cele mai multe s-au pierdut și s-au păstrat doar treizeci.
Ğahiz

## Opera

### Cartea Retoricii și a Lămuririi -Kitab al-bayān wa-t-tabyīn
Această carte este scrisă pe la sfârșitul vieții lui al-Ğahiz. Ea însumează nu numai experiența unei vieți de cercetare și studiu, ci și materialul adunat de alții, arabi și de alte neamuri, într-o manieră intertextuală sui- generis, specifică acelor cărți despre care se spune că aparțin unui gen aparte, numit adab. La fel ca și alte lucrări de acest tip  Bayan, retorica, elocvența, nu presupune o organizare strictă, ea trece de la un subiect la altul fără să avertizeze cititorul, apoi revine la el și-l abandonează din nou. De-a lungul lucrării, autorul lasă impresia că își dă seama că nu respectă o anumită ordine și recunoște acest lucru. De exemplu, atunci când vorbește despre „bayan” (retoric sau expresia clara) afirmă: „Acest capitol ar fi trebuit să apară la începutul cărții, dar l-am pus mai departe din anumite motive”.
Nu este vorba numai despre caracteristicile speciei adab care își propune în primul rând să instruiască fără să plictisească ci și despre faptul că această carte nu este o simplă acumulare de date, ci o lucrare retorică, ce are ca țintă clară și de o mare importanță: combaterea adversarilor arabilor grupați sub stindardul shu'ubiyyei, desființarea argumentelor lor prin sublinierea importanței limbii arabe din Coran, dar și a beduinilor, creatorii și păstrătorii acestei limbi, arabii prin excelență, cei mai puri și mai buni.
În timpul dinastiei abbaside a luat naștere această controversă între iranieni Iranienii și arabi shu'ubiyya în cadrul căreia arabii și persanii își combăteau tradițiile, cei din urmă shu'ubiții pretinzând superioritatea grupului lor asupra arabilor. Această mișcare era o expresie a unor aspirații politice în urma cuceririi arabe a Persiei însă în primul rând era o controversă literară. Iranienii considerau cucerirea arabă o greșeală și doreau remodelarea imperiului și culturii islamice după modelul instituțiilor și valorilor sasanide. Numele acestei mișări provine din Coran:
O, voi oameni! Noi v-am creat dintr-un bărbat și o femeie și v-am făcut popoare (shu'ub)și triburi (qaba'il) ca să vă cunoșteți unii pe alții. Cel mai cinstit dintre voi înaintea lui Dumnezeu este cel mai temător. Dumnezeu este Știutor, Cunoscător.Coran 49:13
Shu'ubiții erau numiți uneori și ahl at-taswiya adică cei care cer egalitate.

### Care sunt adversarii
Aflăm in cursul lucrării că polemica este îndreptată împotriva reprezentanților mișcării shu`ubiyya, o „bandă”  (nihla) caracterizată numai prin trăsături negative. Acești oameni trebuie descalificați,iar autorul face acest lucru prezentându-le viciile la superlativ: nicicând nu s-au vazut, spune el, oameni mai mizerabili, dușmani mai mari ai religiei, indivizi mai răi („invidia zace in ficații lor”)și mai plini de ură („focul urii s-a aprins în inimile lor”).”. Dacă s-ar fi învrednicit  să cunoască moravurile altora, calitățile lor (adică ale arabilor), ar fi încetat să mai scornească minciuni pe seama lor și s-ar fi liniștit. Minciunile pe care le-ar fi scornit aceștia (iranienii, cu alte cuvinte), afirmațiile shu`ubiților, se referă, în mare, la absența civilizației la arabii din perioada preislamică, cândva păstori nomazi, obișnuiti să mâne oile și incapabili de o exprimare îngrijită. Din faptul că al-Jahiz nu spune niciodată foarte clar ce pretind adversarii săi se poate deduce, de asemenea, că al-Jahiz este convins, la fel ca alții,că totul se rezuma la invidia iranienilor față de arabi  , pentru poziția pe care o au in comunitatea islamică, poziție aducătoare de tot felul de beneficii.
Tot capitolul ce are in vedere „bastonul” („bățul” sau “toiagul” ,in arabă, al-`asa) precum și revenirile la tema respectivă în alte capitole din carte nu ar putea fi înțelese dacă nu avem în vedere că pe atunci se știa că oratorii arabi, la fel ca poeții, poartă în mâna un baston sau un toiag atunci cand iși rostesc discursul sau versurile și că, neînțelegând utilitatea respectivului element de recuzită ,shu`ubiții, îl atribuiau unei obișnuințe moștenite de la arabii păstori, care se serveau de băț  pentru disciplinarea animalelor, sau obișnuinței acestora de a-l utiliza ca armă.
La prima vedere , discursul lui al-Ğahiz în privința „bastonului” pare ciudat, pentru că începutul, cel puțin, nu se referă nici la utilitatea bastonui sau a toiagului în producția poetică sau oratorică, nici la simbolistica acestuia. În loc să vorbească despre arabi, autorul o ia de departe, cu istoria lumii și a profețiilor successive, asa cum e prezentată în Coran, deci cum ar fi trebui să fie asumată de către toți musulmanii, inclusiv de către adversarii săi. El vorbește despre marile personalități din istorie care au purtat toiag (Moise, Solomon etc.) insistând, bineînțeles, asupra faptului că profetul Muhammad, ca și cei din apropierea sa, nu se despărțea de toiag..”
Shu`ubiții, ' nu-și dau osteneala să cunoască tradițiile arabilor, arată al-Ğahiz după acest început care ne transportă în mit. La ei oratorul nu se desparte de însemnele caracteristice ale poziției sale:turbanul și toiagul. Chiar dacă nu poartă o îmbrăcaminte caracteristică, are neapărat toiagul cu el. Se înțelege că toiagul ar fi un fel de prelungire a gesturilor făcute cu mâna sau cu capul, pentru a exprima anumite semnificații, așa cum cântărețul marchează ritmul bătând cu bastonul în pământ. Nici poetul arab nu se desparte de baston, care este un element ce sprijină poetul în improvizarea poemului. Aceste observații ale lui al-Ğahiz nu sunt deloc de neînțeles sau nejustificat, dacă avem în vedere legătura care s-a făcut între portul bastonului și marcarea ritmului de către toți cei care s-au ocupat în epoca noastră de producerea poemelor orale. Bastonul ar fi avut un rol și în memorarea acestor poeme, îndelung păstrate sub formă orală în perioada preislamică, și notate începând cu secolul al VIII-lea.

### Elocvența arabilor
Dacă avem în vedere titlul cărții lui al-Ğahiz, „al-Bayan wa-l-Tabyin” , ea ar trebui să vorbească despre elocvență, despre retorică. De fapt cu aceasta începe autorul și la ea revine mereu. Autorul face o legătură între discursul despre limbă, despre exprimarea clară și corectă, despre elocvență și retorică și discursul de autolegitimare conținut în subtextul cărții. Din acest punct de vedere două probleme atrag atenția în mod special: cum se realizează comunicarea în general și cum se definesc străinii prin limbaj și cum apare elocvența arabilor,  în raport cu elocvența altor neamuri. 
Darul vorbirii și al expresiei clare, spune autorul, este unul dintre cele mai importante pe care le are omul. ``Virtutea retoricii e urmarea științei, bâlbâiala - a ignoranțe.” De la început el citează un persan (!), regele Annushirwan, care spunea că incapacitatea de a vorbi clar poate fi compensată de o minte bună. Dacă nu o ai nici pe asta, ai nevoie de bani pentru a reuși acest lucru, dacă nu ai bani atunci e bine să ai prieteni care să te ajute să te descurci cu acest defect. Dacă nu ai nici prieteni, atunci trebuie să taci, ca să îți ascunzi defectul iar dacă nici asta nu poți , nu-ți rămâne decât moartea și odihna veșnică.”
Coranul este forma desăvârșită sub care se prezintă limba arabă. Exprimarea cea mai bună este cea care imită cel mai bine limba Coranului. Oamenii de rând nu pot aspira la acest grad înalt de elocvență, dar cel puțin pot aspira la corectitudine. al-Ğahiz vorbește despre felul în care se produc sunetele limbii, despre defectele de vorbire datorate unor deficiențe ale aparatului fonator și despre greșelile pe care le fac străinii în pronunție și gramatică din cauza ignoranței și a faptului că nu sunt în stare să învețe limba arabă la fel de bine ca arabii. Autorul îl citează pe cunoscutul filsof Al-Asma’i care spunea că grecii, persanii și siriacii nu posedă unele sunete pe care le au arabii. O observație interesantă este cea privind felul cum au învățat araba nearabii din teritoriile ocupate:
Oamenii din orașe vorbesc limba arabilor ce s-au stabilit acolo, de aceea găsești deosebiri între cuvintele utilizate de către cei din Kufa, din Basra, din Sham și din Egipt.
Străinii fac greșeli de toate felurile, nu se pune problema ca din această cauză, ei să nu poată să fie înțeleși, pentru că te obișnuiești cu greșelile lor și, până la urmă, chiar și animalele pot fi înțelese în ceea ce vor. Trebuie să te exprimi ca oamenii cultivați, așa cum merită această limbă care s-a așezat, a devenit suplă, docilă, și s-a îmbogățit încă de pe vremea când era vorbită doar în Peninsula Arabică.
Greșelile de limbă sunt simpatice doar atunci când sunt făcute de unele femei străine, al-Ğahiz reproduce versuri în care poetul afirmă că greșelile în privința genului gramatical îi dau farmec femeii (sclave) străine:
Un farmec aparte îi dă în rostire/ Greșeala ce face cu osebire/ De este feminin,/ îl face masculin /De este masculin îl face feminin.
 O serie de greșeli de limbă pe care le făceau străinii (și nu numai ei), precum și reacția unor filologi și a unor personalități ale vremii sunt relatate de al-al-Ğahiz într-un capitol special pe la sfârșitul cărții. Greșeala de gramatică lahn și greșeala de pronunție lukna  erau tratate ca boli și vicii, ba chiar ceva mai rău decât politeismul. În schimb, despre străinii care vorbeau araba fără greșeală al-Jahiz spunea că o vorbeau de parcă „limba lor ar fi fost cea a unui beduin” adică exemplară.
Acesta este argumentul principal pe care al-Ğahiz îl opune adversarilor săi, care este unul irefutabil: limba arabă însăși, limba Coranului, dar și una capabilă să exercite asupra auditorilor „o magie îngăduită” sihr halal. Islamul nu admite practicile magice, dar în ceea ce privește capacitatea de a impresiona, de a emoționa a rostirii arabe elocvente, cuvântul „magie” nu a fost considerat nepotrivit. Al-Ğahiz afirmă că expresia „ magie îngăduită” sihr halal  a fost utilizată pentru prima oară de califul Omar, cu referire la farmecul pe care îl degajă discursul coranic iar apoi a fost aplicată și altor autori capabili să seducă prin discursul lor.
Găsim la al-Ğahiz un citat de Amir ibn Abd al-Qays care va fi deseori repetat de alți autori, în legătură cu condițiile pe care trebuie să le îndeplinească discursul pentru a „trece” la celălalt:„Cuvântul, când iese din inimi, în inimi se-a;ează, când iese din limbă, dincolo de urechi nu viiază.”
Alături de darul rostirii, de capacitatea de a seduce prin vorbe meșteșugite, al-Ğahiz laudă și tăcerea. Nu numai al-Ğahiz și beduinii laudă tăcerea. Asceții, oamenii pioși spun vorbe înțelepte despre reținere în general și despre tăcere în particular.
Al-Ğahiz furnizează o serie de proverbe și vorbe înțelepte în legătură cu tăcerea (care este „de aur” și la arabi) printre care și vorbele califului Abu Bakr, ce ar fi afirmat că „nimeni și nimic nu merită o închisoare atât de lungă precum limba” sau vorbele Profetului, care ar fi spus că „nimic mai rău nu i s-a dat omului decât limba lungă”.
Autorul spune însă că rostirea nu poate fi pusă pe planul al doilea, iar tăcerea pe primul plan, pentru simplul motiv că tăcerea se definește prin rostire, prin vorbire – este o absență – nu invers: așa cum stelele nu sunt la fel cu luna, nici tăcerea nu este pe același plan cu rostirea.

### Buduinii atoateștiutori
Partizanii shu’ubiyyei ignoră sau se prefac că ignoră calitățile arabilor în general și mai ales virtuțile celor mai puri și mai nobili dintre aceștia, care sunt beduinii. O mare parte din Bayan este consacrată prezentării desfășurate a acestui mit ce se află la originile construcției identitare arabe încă din perioada dinastiei Omayyade.
Trebuie notat în mod special că în Bayan  găsim un citat din ceea ce ar fi fost testamentul sau învățăturile califului Omar către cel care i-a urmat, cuvinte care îi recomandă pe beduini în mod special:„Vă recomand (de bine) oamenii deșertului (pentru că) ei se află la originea ( 'asl) arabilor.”Se înțelege de ce este nevoie de al-Ğahiz să prezinte în cartea lui toate elementele culturii preislamice, așa cum le-a receptat el în urma contactelor cu beduinii și cu cei care făcuseră cercetări lingvistice și etnografice în deșert. În concepția shu’ubiților , arabii erau niște simplii păstori necivilizați, până când a venit islamul să îi lumineze.
Pentru a-i lămuri pe cei răuvoitori, al-Ğahiz se oferă să-i pe păstrătorii limbii și culturii arabe pure, pe poeții și oratorii din deșert și să-i prezinte pe beduini vorbind  o limbă cum alta nu mai este:„Eu spun că nu se află pe pământ o limbă care să fie mai plăcută, mai folositoare, mai elegantă, mai dulce, mai potrivită pentru exprimarea clară decât acest limbaj al beduinilor, care vorbesc  limba cea mai pură, care sunt înțelepți, atoatecunoscători și elocvenți”. Limba adevăraților beduini este pusă în opoziție cu cea a orășenilor care este artificială, „stricată”:„Nu găsesc în vorbirea celor din vechime cuvinte urâte, idei mizerabile, un temperament de joasă speță, expresii respingătoare. Toate acestea se află în vorbirea noilor musulmani, citadini fandosiți, oameni a căror educație este cu totul artificială.”.”
Această trăsătură caracteristică a beduinului se manifesta mai ales în poezia sa. Beduinul este poetul prin excelență, iar adevăratul poet trebuie să fie beduin, tot așa cum povestitorul tip trebuie să fie orb și să aibă o voce puternică, așa cum conducătorul de trib trebuie să fie puțin surd și să aibă capul mare. Dovada, că poetul adevărat trebuia să fie beduin, este că atunci când un poet orășean apare în fața lui în ținuta de toate zilele, califul Harun al-Rašid îl trimite să se îmbrace în costum de beduin și numai după aceea să se prezinte în fața lui.
Pare evident că toate calitățile pe care al-Ğahiz le descoperă la beduini au ca punct de plecare calitatea lor de păstrători ai limbii arabe pure. Aceasta e limba Coranului, a poeziei preislamice, care se diferențiază de araba vorbită printr-o trăsătură considerată un fel de marcă de noblețe: mărcile de caz și de mod ce apăreau sub forma desinențelor în cazul substantivelor și verbelor. Aceste mărci (în arabă al ‘I’rab – „flexiune desinențială cazuală și modală) caracterizau limba beduinilor ca având o înaltă ținută în raport cu celelalte forme de arabă.
O altă trăsătură a beduinilor, dar și a altor arabi pe care o subliniază al-Ğahiz este înțelepciunea, hikma pe care o pune în oponență cu filosofia, produsul străinilor. Autorul nu ne spune ce presupune această înțelepciune, ci dă numai câteva exemple: proverbele, zicalele, mostrele de artă oratorică. Se pare că, în primul rând, este vorba de o înțelepciune practică, despre concluzii și sfaturi ce rezultă din experiența oamenilor deșertului și pe care o comunică în vorbe puține, căci concizia a fost considerată de arabi dintotdeauna o mare calitate a discursului. Cuvântul înțelepciune,  în arabă hikma, are la origine „zăbala”. Din această metaforă am putea deduce că reținerea, cumpătarea, ar fi dovada supremă a înțelepciunii. Exemplele de reținere înțeleaptă în toate privințele nu lipsesc nici din cartea lui al-Ğahiz, iar elogiul tăcerii face parte din ele.
Înțelepciunea constă în cultivarea unor trăsături nobile de caracter, cum ar fi generozitatea, bunătatea, blândețea și modestia. Toate pot rezulta și din răspunsurile pe care le dau înțelepții beduini la întrebările ce li se pun de către autor sau de către cei care fac cercetări în deșert. Numai că în formularea întrebărilor și în răspunsuri se vede câteodată că al-Jahiz și cei din jurul său au trecut prin școala înțelepciunii grecești și nu numai. De exemplu, autorul spune la un moment dat: „Un beduin a fost întrebat: ce este frumosul?”  În locul unei definiții a conceptului (despre care arabii cultivați știau de la greci), beduinul a furnizat exemple de lucruri „frumoase”: gura mare, vocea sonoră la poet și la orator. În altă parte, aflăm care este cea mai frumoasă priveliște:„palatele albe în grădinile verzi”.

### Al-Ğahiz despre arabi și nearabi
Având în vedere că arabii se definesc pe ei înșiși drept cei care vorbesc limba arabă, originea lor ar trebui să fie legată chiar de originile acestei limbi. Un mit al originilor arabilor reprodus de către al-Ğahiz în Bayan e strâns legat de limba arabă: Ismail, fiul lui Abraham, a fost dăruit de către Dumnezeu cu limba arabă clară, pe care o vorbea fără ca cineva să-l fi învățat vreodată, fără să fi făcut vreun exercițiu prealabil. O versiune diferită a mitului spune că Ismail ar fi început să vorbească araba pe la paisprezece ani, inspirat de Allah. În Coran se spune: „Noi nu am trimis vreun profet decât pe limba neamului său pentru ca să le vorbească acestora clar„. Oricum, „oamenii superiori” sunt de acord să spună că:
Arabii sunt o singura ființă pentru că sălașul lor și Peninsula este una singură, pentru că moravurile și calitățile lor sunt aceleași: există strânse legături de înrudire între ei precum și asemănări. Ei sunt aceiași de la natură și au aceeași limbă, iar dacă Dumnezeu le-a trimis un Profet dintre arabi, înseamnă că l-a trimis tuturor arabilor: toți sunt poporul său, pentru că toți au preeminență asupra străinilor, asupra națiilor care se ridică la luptă împotriva lor, pentru că ei se căsătoresc între ei și se înrudesc între ei.
În această carte atrage atenția identificarea arabilor cu beduinii, în pofida faptului că  asprimea acestora, sălbăticia lor, este și ea evidențiată. Califul Omar, care ar fi spus multe lucruri bune despre beduini, dacă avem în vedere desele  referiri ale autorului la vorbele sale în această carte, spunea: „Nicio comunitate nu se aseamănă atât de mult cu înaintașii noștri așa cum se aseamănă beduinii, dacă n-ar fi această asprime a lor.”.”
Polemica împotriva partizanilor mișcării shu’ubiyya  este strâns legată de atitudinea lui al-Jahiz față de străini în general. Nu s-ar putea spune că autorul manifestă consecvență în această atitudine ; de exemplu îl vedem argumentând cu aceeași fervoare în favoarea negrilor, dar și împotriva lor. În unele pasaje din Bayan , aceștia apar ca barbari, sălbatici prin excelență ( cum se face, se întreabă el, că negrii nu sunt mai deștepți decât o femeie sau un copil?), iar în altele apar drept curajoși, puternici și curajoși (una dintre epistole se intitulează „Superioritatea negrilor față de albi”).
De fapt, al-Ğahiz  atrage atenția că, atunci când vorbește despre calitățile sau defectele unor popoare, el are în vedere patru categorii de oameni: arabii, persanii, indienii și bizantinii. Sigur ca nici aici nu este consecvent, pentru că și în Bayan , și în diverse epistole se referă și la alte popoare (una dintre epistole era consacrată „calităților turcilor”) care începuseră să își facă apariția în metropolele arabe. Alții decât aceștia ar fi barbari, necivilizați sau aproape necivilizați. Nici arabii nu ar fi cu toții la fel: „În ceea ce-i privește pe oamenii din popor, de aceași religie cu noi, de aceeași limbă, cultură și moravuri, inteligența lor e peste nivelul acestora (al popoarelor necivilizate – n.n.) deși nu atinge nivelul elitelor, cu toate că și în sânul elitelor sunt diferențieri.”
Găsim în cartea lui al-Ğahiz și o categorisire a oamenilor în funcție de abilități, fiecare popor excelând într-un domeniu: chinezii ar fi pricepuți la tehnică, abili în ceea ce privește tratarea metalelor și țesăturilor, persanii sunt pricepuți în politică, turcii în ale războiului, iar arabii n-au fost nici comercianți, nici medici, nici agricultori, ci și-au îndreptat forțele către poezie, retorică ș cultivarea limbii. Se înțelege că aceste calități i-ar fi putut ridica pe vremea aceea pe arabi deasupra altora din moment ce al-Jahiz le evidențiază tocmai pe acestea. La arabi poezia nu este un lux ci o necesitate, așa cum a spus și califul Omar:„În perioada preislamică, poetul era mai presus de orator, datorită faptului că era foarte necesar:  el le consemna mărețele fapte de glorie, el băga spaima în dușmani și în cei care îi cotropeau, el îi ataca pe alți poeți.”
Găsim și în „Cartea Animalelor” elogiul altor neamuri, mai ales al grecilor și indienilor, în legătură cu științele și scrierile lor, traduse și folosite de alte neamuri. Dar elogiul are ca punct central tot lauda poeziei arabe intraductibile:
S-au tradus cărțile indienilor, aforismele grecilor, s-au adaptat cărțile din literatura persană. Unele dintre acestea au câștigat în frumusețe, altele nu au pierdut nimic. Dacă s-ar traduce însă vorbele înțelepților arabi, această sursă de mândrie a lor care este metrul ar fi stricată. Și, chiar dacă le-ar traduce, n-ar găsi în ideile lor nimic ce n-a fost spus și de alții, nearabi, în cărțile lor de înțelepciune.
Este adevărat că, în Bayan, al-Ğahiz subliniază că nu forma (metrul, rima), definește poezia, ci intenția. Prezicătorii din perioada preislamică își rosteau prezicerile în versuri, ceea ce nu însemna că făceau poezie. Autorul subliniază de nenumărate ori că arabii sunt dăruiți de la natură pentru poezie, spre deosebire de ceilalți:
Arabii sunt cei mai dotați cu darul rostirii (‘antaq), limba lor este cea mai vastă, vorbele lor sunt cele mai încărcate de semnificații, formele de compoziție a discursului lor sunt cele mai numeroase, proverbele și zicalele lor sunt cele mai bune și mai răspândite, naturalețea și spontaneitatea sunt apanajul lor; toate arată care este deosebire între ceea ce persanii și grecii numesc poezie.
Interesantă este sublinierea diversității în rândul oamenilor, văzută ca rezultat al diversității condițiilor sociale și naturale. Dar oamenii ajung să semene între ei pentru că trăiesc în aceeași epocă, iar aceasta își pune amprenta asupra lor mai mult decât genealogia. Un adagiu în acest sens pe care îl repetă de câteva ori este următorul: „Oamenii seamănă cu vremea lor mai mult decât cu strămoșii lor”.
Contemporanii lui al-Ğahiz au remarcat și ei că acesta se contrazice deseori nu numai în privința străinilor: era foarte priceput în a face din negru alb și din alb negru, spunea unul dintre ei. Nu toate informațiile oferite de el trebuie luate întocmai; despre cele geografice s-a spus că sunt adesea „fantasmagorice”.

## Tratat despre zgârcițiKitāb al-Buĥalā
Această carte este cunoscută unui public larg, din afara spațiului arab, pentru că a fost tradusă în mai multe limbi, printre care și româna în anul 1985. O serie de istorioare cu zgârciți, dar nu numai - (și cu mâncăi, diverși filozofi, printre care al-Kindi, etc.) -  sunt prezentate cu umor unui public arab sensibil la acest viciu , pentru că făcea din generozitate una dintre calitățile sale fundamentale. Nu este de mirare deci că mulți zgârciți din carte, pricepuți să facă din acest viciu o virtute, numind-o asceză, sunt persani sau indieni. Iată cum scapă un zgârcit de obligația de a-și trata oaspetele cum se cuvine:
Când un marwazit îi sosește un oaspete care pare a pofti să șadă mai multă vreme, îl întreabă:
- Nu cumva ai prânzit?
- Când îi spune da:
- Ei, dacă n-ai fi prânzit, ți-aș fi întins o masă pe cinste!
Când spune nu:
- Ei, dacă ai fi cu stomacul plin, ți-aș turna cinci cupe de vin!
Așă că, orice ar zice, nu pică nimica.
O nouă ediție a Tratatului despre zgârciți, revăzută și  recitind, în comentarii, această scriere prin prisma umorului, alături de maqamat-ele  lui al-Hamadani si al-Hariri, a apărut în 2017.

## Cartea animalelorKitāb al-Hayawān

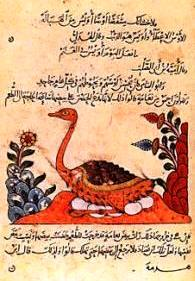
O pagină din Kitaab al-Hayawaan. Basra.

Această carte n-a beneficiat decât de traduceri parțiale; fragmente au apărut și în română. .Lucrarea e o adevărată enciclopedie a culturii arabe din secolul lui al-Ğahiz și din cele care l-au precedat. În ea este vorba despre oameni, animale, politică, filozofie, teologie și lupta dintre diversele orientări, beduini și arabi în general. Cartea conține teologie și folclor dar e considerată și primul tratat arab de zoologie. Cartea, în care autorul pornește de la Aristotel, cuprinde în stadiu embrionar teoria evoluției, a adaptării și psihologiei animalelor. Al-Ğahiz știa să obțină amoniac din resturi de animale prin distilare uscată. Este evidentă influența lui asupra unor zoologi ulteriori precum persanul arabofon al-Qazwini și egipteanul al-Damiri.
În antologia Umor și satiră în literatura arabă clasică au fost publicate pentru prima oară  în România și ilustrații din această carte.
Alături de acestea ne-au mai parvenit un număr mare de „epistole” (rasa'il), un fel de eseuri pe o temă precisă: despre sclavele cântărețe, despre turci etc.